# マルコ・ティリオ
マルコ・ティリオ（英語: Marco Tilio、2001年8月23日 - ）は、オーストラリア・ニューサウスウェールズ州ハーストヴィル出身のサッカー選手。セルティックFC所属。オーストラリア代表。ポジションはFW、MF。

## クラブ経歴
2019年に17歳にしてAFCチャンピオンズリーグ2019の川崎フロンターレ戦でアンソニー・カセレスに代わって選手初出場。同年9月4日にトップチームに昇格した。2019-20のYリーグでは得点王に輝き、クラブの優勝にも貢献した。Aリーグでは2020年2月23日に初出場を記録、投入から僅か2分でアシストを記録した。2020年9月、契約更新を拒否し契約満了となったために退団。
同月21日にメルボルン・シティFCが3年契約で加入を発表した。2021年1月3日の試合でスターティングメンバーとして移籍後初出場。4月5日に移籍後初得点を記録した。
2023年6月30日、セルティックFCと5年契約を結び、完全移籍。

## 代表経歴
2019年に2019 AFF U-18選手権のメンバーに招集された。同大会のベトナム代表戦で初出場を記録したが、開始1分で得点を決めると、最終的にはハットトリックを達成というデビュー戦となった。
2021年には飛び級で東京オリンピックのメンバーに選出されると、7月22日のアルゼンチン代表戦で得点を記録した。
2022年1月29日に行われた2022 FIFAワールドカップ・アジア3次予選・ベトナム代表戦でA代表初出場を記録した。

## 代表

### 出場大会
- オーストラリア代表
  - 2022 FIFAワールドカップ

### 試合数
- 国際Aマッチ 7試合 0得点（2022年-）[14]

| オーストラリア代表 | 国際Aマッチ | 国際Aマッチ |
| 年                 | 出場        | 得点        |
| ------------------ | ----------- | ----------- |
| 2022               | 5           | 0           |
| 2023               | 2           | 0           |
| 2024               |             |             |
| 通算               | 7           | 0           |

## タイトル
シドニーFC
- Aリーグプレミアシップ: 2019-20
- Yリーグ: 2019-20

メルボルン・シティ
- Aリーグプレミアシップ: 2020-21, 2021-22, 2022-23
- Aリーグチャンピオンシップ: 2020-21